# 天正の地割
天正の地割（てんしょうのじわり）または天正地割とは、天正年間に豊臣秀吉によって行なわれた、京都における新たな通りの建設、およびそれにともなう町割の変更である。

## 概要
平安京の通りは東西、南北とも約120m間隔であり、京内は正方形状の町に区画されていた。これらの区画は当初貴族の邸宅や官吏の住居に利用されており、建物が直接通りに接するか否かでの有利不利は特になかった。しかし商業が発達してくると、通りに面した位置が有利であることから、間口が通りに向いた形の建物が増加した。室町時代にはほぼすべての建物が間口を通りに向ける形になり、同じ通りの両側の地域が一つの「町」を形成するようになる（両側町）。一方、通りに接しない正方形の中心部は空き地などになり、あまり利用されていなかった。
1590年（天正18年）、豊臣秀吉は南北方向の通りの中間に新たに通りを建設し、これまで空き地だったところを新たな「町」にした。これは聚楽第や御土居の建設、寺院の寺町への移動などと並ぶ秀吉の京都改造事業の一環である。これにより京の街路は南北120m、東西60m間隔で長方形状に区画されることとなり、現在に至っている。
地割が行なわれたのは、東は寺町通から西は大宮通にかけてである。新設された通りの北端は丸太町通、南端は五条通付近となっているものが多いが、後に延長されたものも多い。また四条烏丸を中心とする一帯（下京の中心部）は、地割以前から十分に市街地が発達していたため、通りの新設は行なわれなかった。そのためこの地域では平安京以来の正方形の区画が残っている。
なお、歴史地理学者の足利健亮は、南北の新設道路のすべてが秀吉によって作られたのではなく、一部は後の時代に京都の町衆によって作られたものであり、北端も押小路通までだった、とする説を提唱した。

## 新設された通り
東から順に記す。同じ行に記した通りは南北の同一直線上にある。

### 一覧
- 御幸町通
- 富小路通（平安京の富小路は現在の麩屋町通にあたる）
- 堺町通
- 間之町通
- 車屋町通 - 不明門通
- 両替町通 - 諏訪町通
- 衣棚通
- 釜座通 - 若宮通
- 小川通 - 東中筋通（天使突抜通）
- 醒ヶ井通
- 葭屋町通 - 岩上通
- 黒門通